# Хијемпсал II
Хијемпсал II (лат. Hiempsal II) био је краљ Нумидије од 88. п. н. е. до 60. п. н. е., савезник Гнеја Помпеја Великог и отац Јубе I. Проширио је Нумидију на територије Гетула, пустињска подручја јужно од Атласа.

## Породица
Хијемпсал је био син и наследник краља Гауде, који је владао Нумидијом од 106. п. н. е. до 88. п. н. е.. Гауда и Југурта су били браћа по оцу Мастанабалу. Хијемпсалов син Јуба I постао је краљ након Хијемпсалове смрти 60. п. н. е. и истакао се као велики Цезаров противник и сарадник републиканаца. Према Салустију Хијемпсал је написао једну историјску књигу „Пунски ратови” на пунском језику.

## Пружа уточиште присташама Гаја Марија
Када је Сула 88. п. н. е. заузео Рим присташе Гаја Марија побегле су у Африку.Склонили су се код Хијемпсала. Гај Марије Млађи, Публије Рул и Публије Африканац су са неколико присташа једно време провели код Хијемпсала, који је оклевао уз коју страну да се сврста. Када је Марије Млађи намеравао да оде Хијемпсал га је задржавао на разне начине тражећи изговоре да га задржи. Марије Млађи је због тога морао да тајно побегне са његовог двора.

## Помпеј га враћа на трон Нумидије
Маријевци су изгледа због таквог понашања сматрали да Хијемпсалу треба да одузму краљевину. Вођа маријеваца у Африци Гнеј Домиције Агенобарб је свргнуо Хијемпсала и за краља је поставио Хијарбу. Сула је Гнеја Помпеја послао у Африку да ту оконча рат, победи Карбонове пријатеље и Хијемпсала врати на власт. Помпеј се 81. п. н. е. искрцао у Африци, победио је Гнеја Домиција Агенобарба, а Хијарби свргнуо и Хијампсала вратио на трон Нумидије. Помпеј је целу Нумидију покорио за 40 дана и предао је Хијемпсалу.

## Територијална експанзија
Хијемсал је успео да заузме подручја која су настањивали Гетули. Гетули су берберски народ који је настањивао пустињско подручје јужно од планина Атлас. Хијемпсал је одмах након што му је Помпеј вратио краљевину добио и неке територије на обали. Током 63. п. н. е. Цезар је као претор бранио младог племића Масинту, који је покушавао да оствари независност од Хијемпсала. Хијемпсал је у Рим послао Јубу I да га заступа, а расправа о том питању је постала тако жестока да је Цезар зграбио и повукао Јубу за браду. Спор се окончао у корист Хијемпсала, али Цезар је Масинту онда сакривао дуго времена у својој кући.